# Ernolsheim-lès-Saverne
Ernolsheim-lès-Saverne (deutsch Ernolsheim) ist eine französische Gemeinde mit 601 Einwohnern (Stand 1. Januar 2021) am Rande der Vogesen im Département Bas-Rhin in der Europäischen Gebietskörperschaft Elsass und in der Region Grand Est.

## Geografie
Die Gemeinde Ernolsheim-lès-Saverne liegt im Süden des Biosphärenreservates Pfälzerwald-Vosges du Nord, etwa sechs Kilometer nördlich von Saverne.
Einen Kilometer westlich des Ortes befindet sich der Daubenschlagfelsen mit den Resten der mittelalterlichen Burg Warthenberg.

## Geschichte

### Mittelalter
Das Dorf Ernolsheim lag im Amt Buchsweiler, das am Anfang des 14. Jahrhunderts als Amt der Herrschaft Lichtenberg entstand. Es gehörte zur Hälfte zum „Urbestand“ der Herrschaft, der schon Anfang des 13. Jahrhunderts vorhanden war und war allodialer Besitz der Herren von Lichtenberg. Später gehörte es insgesamt zur Herrschaft Lichtenberg. Ernolsheim bildete zugleich den Vorort einer eigenen kleinen Büttelei, zu der neben Ernolsheim selbst noch Zell (heute eine Wüstung) und Neuenhof, eine Kleinst-Siedlung oder ein Einzelhof, gehörten. Eine „Büttelei“ war die Untergliederung eines Amtes. Um 1330 kam es zu einer ersten Landesteilung zwischen Johann II. von Lichtenberg, aus der älteren Linie des Hauses, und Ludwig III. von Lichtenberg. Dabei fiel Ernolsheim in den Teil des Besitzes, der künftig von der älteren Linie verwaltet wurde oder an die jüngere Linie – die Angaben hierzu sind widersprüchlich.
Anna von Lichtenberg (* 1442; † 1474), Tochter von Ludwig V. von Lichtenberg (* 1417; † 1474), und eine von zwei Erbtöchtern mit Ansprüchen auf die Herrschaft, heiratete 1458 den Grafen Philipp I. den Älteren von Hanau-Babenhausen (* 1417; † 1480). Der hatte eine kleine Sekundogenitur aus dem Bestand der Grafschaft Hanau erhalten, um sie heiraten zu können. Durch die Heirat entstand die Grafschaft Hanau-Lichtenberg. Nach dem Tod des letzten Lichtenbergers, Jakob von Lichtenberg, eines Onkels von Anna, erhielt Philipp I. d. Ä. 1480 die Hälfte der Herrschaft Lichtenberg. Die andere Hälfte gelangte an seinen Schwager, Simon IV. Wecker von Zweibrücken-Bitsch. Das Amt Buchsweiler – und damit auch Ernolsheim – gehörten zu dem Teil von Hanau-Lichtenberg, den die Nachkommen von Anna erbten.

### Neuzeit
Graf Philipp IV. von Hanau-Lichtenberg (1514–1590) führte nach seinem Regierungsantritt 1538 die Reformation in seiner Grafschaft konsequent durch, die nun lutherisch wurde.
Mit der Reunionspolitik Frankreichs unter König Ludwig XIV. kam das Amt Buchsweiler unter französische Oberhoheit. Nach dem Tod des letzten Hanauer Grafen, Johann Reinhard III. 1736, fiel das Hanau-Lichtenberg – und damit auch das Amt Buchsweiler – an den Sohn seiner einzigen Tochter, Charlotte, Landgraf Ludwig (IX.) von Hessen-Darmstadt. Mit dem durch die Französische Revolution begonnenen Umbruch wurde Ernolsheim französisch.
Bis zum 5. Mai 1956 hieß die Gemeinde Ernolsheim-Saverne.

### Bevölkerungsentwicklung
| 1962 | 1968 | 1975 | 1982 | 1990 | 1999 | 2010 | 2017 |
| ---- | ---- | ---- | ---- | ---- | ---- | ---- | ---- |
| 456  | 465  | 486  | 513  | 562  | 593  | 600  | 594  |